# Великое Колодно
Великое Колодно (укр. Велике Колодно) — село в Жовтанецкой сельской общине Львовского района Львовской области Украины.
Население по переписи 2001 года составляло 1221 человек. Занимает площадь 2,436 км². Почтовый индекс — 80434.